# Georg Ludwig Alefeld

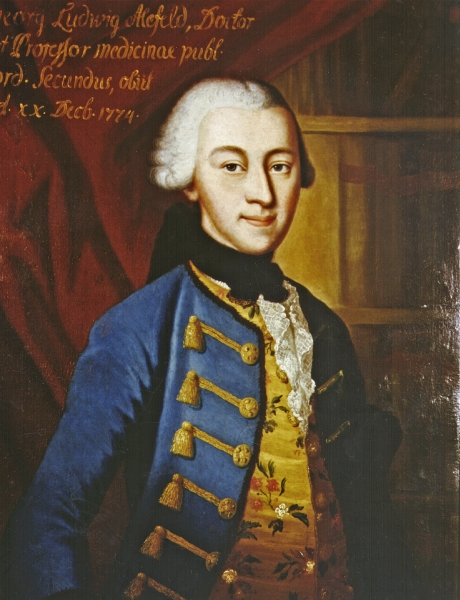
Georg Ludwig Alefeld in der Gießener Professorengalerie

Georg Ludwig Alefeld (* 1. November 1732 in Gießen; † 20. November 1774 ebenda) war ein deutscher Mediziner und Physiker.

## Leben
Der Sohn des Physik- und Philosophie-Professors Johann Ludwig Alefeld (1695–1760) hatte von 1748 bis 1756 ein Studium der Medizin an der Universität Gießen und an der Universität Straßburg absolviert. In Gießen promovierte er am 7. Oktober 1756 zum Lizentiaten und Doktor der Medizin. Am 11. November wurde er in Gießen Privatdozent, übernahm 1760 eine außerordentliche Professur an der medizinischen Fakultät, erwarb am 29. Dezember 1761 den philosophischen Magistergrad, wurde am 26. Mai 1762 ordentlicher Professor der Medizin und daneben vom 15. Juli 1762 bis 1766 Professor der Physik. 1765 wurde er Mitglied der Kur-Maizer Akademie der Wissenschaften in Erfurt.

## Werke
- Diss. inaug. de aére fanguini perunxto. Gießen 1756
- Diss. de dissectione foetus in utero. Gießen 1757
- Diss. in causam, cur foenum madidum ignem concipiat. Gießen 1761
- Diss. de aneurysmate arteriae cruralis in cartilagiem et os mutato. Gießen 1763
- Diss. de insigni usu sulphuris aurati antimonii in morbis a vitiis lymphae ortis. Gießen  1765
- Diss. de sphacelo a caussa interna oriundo salutifero ac nocivo. Gießen 1765
- Diss. de epilepsia febrium intermittentium. Gießen 1765
- Diss. de fluore albo ex neglectu diaetae foeminarum Belgicarum praecipue propullulante. Gießen 1766
- Diss. de sanguinis missione infantibus neonatis debilibus et noxia et salutari. Gießen 1766
- Diss. de haemorrhagiis in genere. Gießen 1767
- Diss. de pathematibus hystericis. Gießen 1767
- Diss. an contrafissura in cranio infamis aequo ac adulti generari queat. Gießen 1769
- Diss. de doloribus in partu silentibua variisque eos excitandi modis. Gießen 1770